# 长脚秧鸡

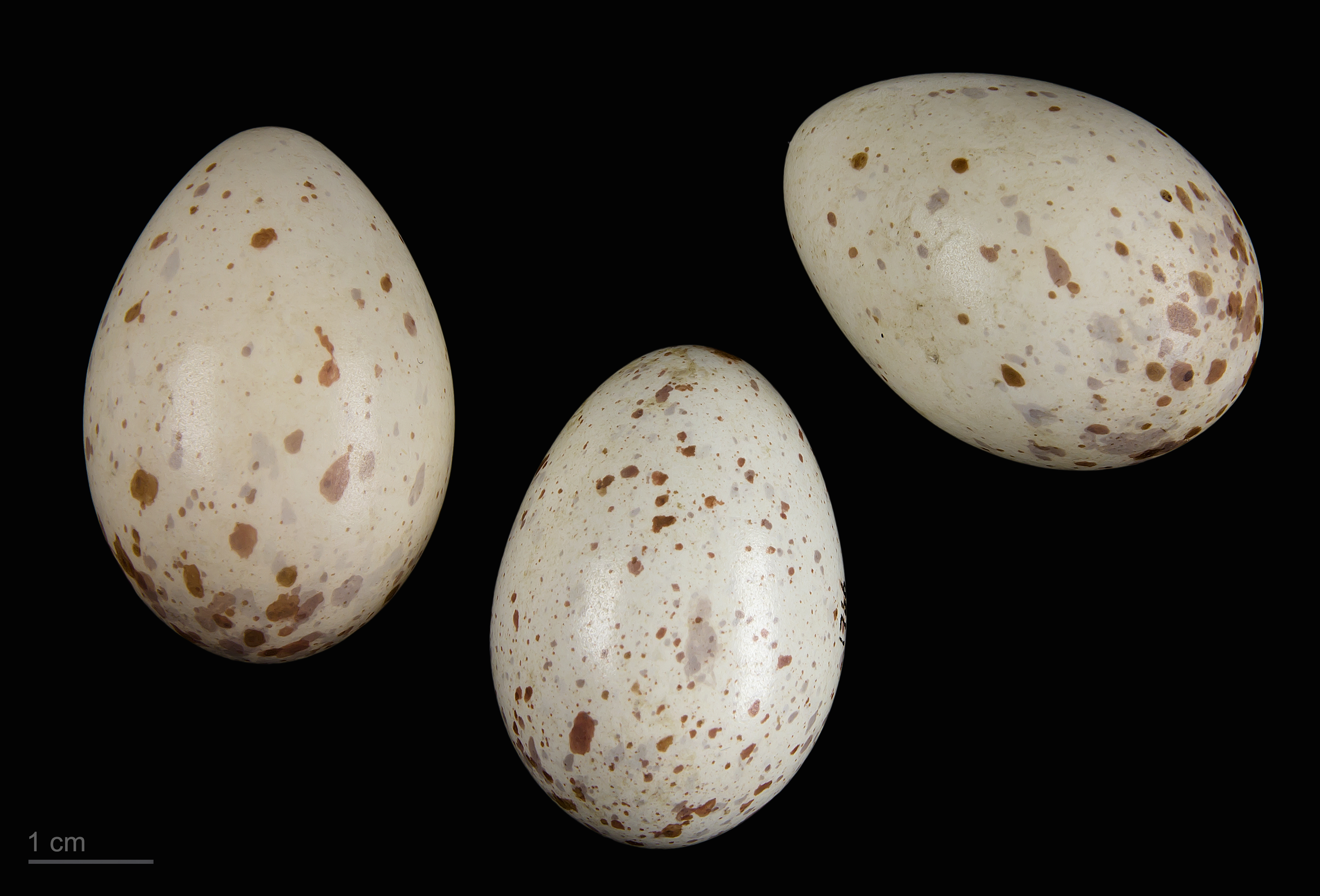
卵 Crex crex

长脚秧鸡（学名：Crex crex）为秧鸡科长脚秧鸡属的鸟类。在中国大陆，分布于新疆、西藏等地。该物种的模式产地在瑞典。

## 特征
长脚秧鸡体重约154.91克，翼长约13.7厘米，喙宽度约3.5毫米，喙厚度约6.4毫米，嘴峰长约24.2毫米，跗蹠长约40.5毫米，尾长约51.2毫米。
长脚秧鸡是候鸟，栖息在草地，它们是食肉动物。它们分布在古北界；冬季在地中海到非洲和马达加斯加越冬。

## 保护

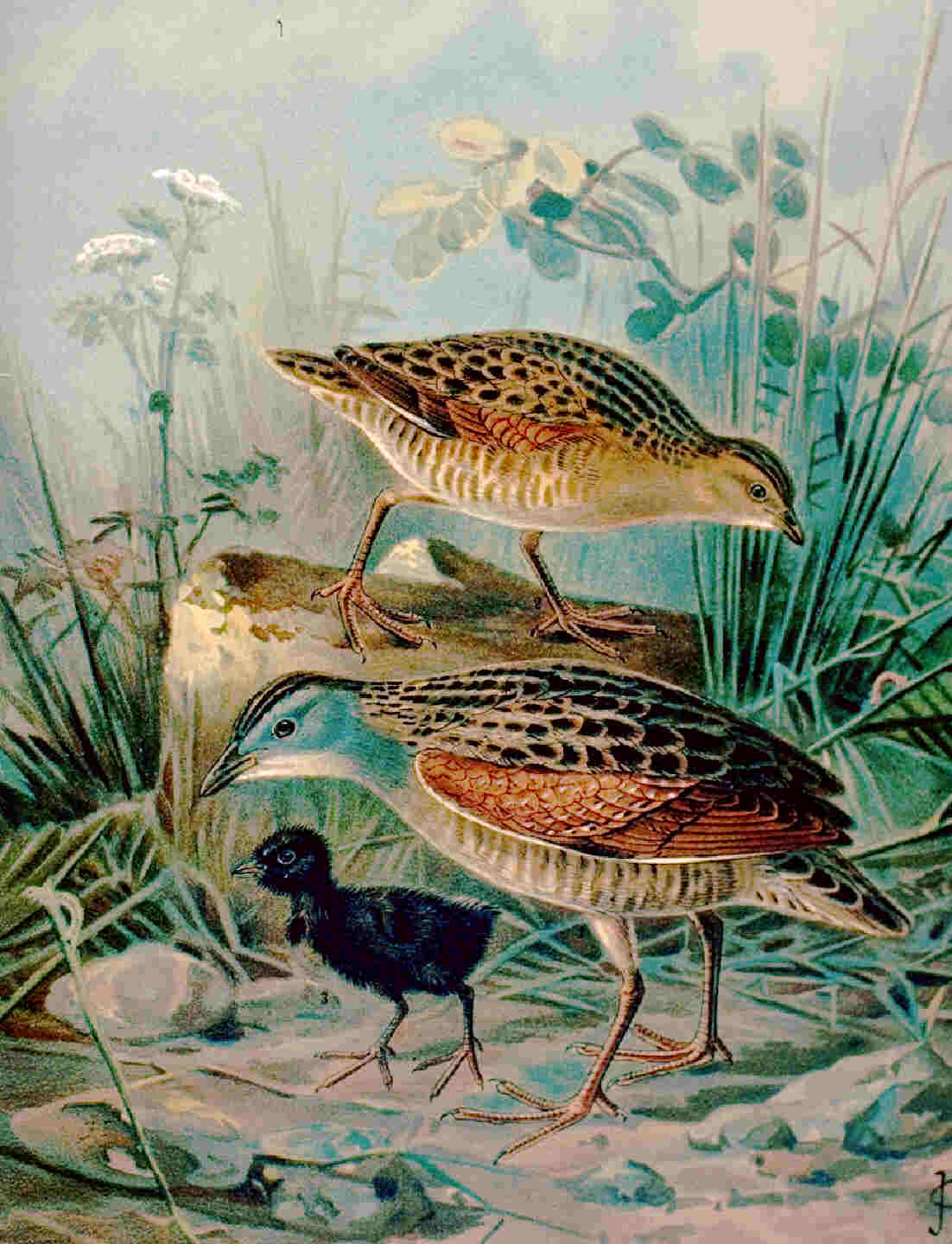

- 中国国家重点保护动物等级：二级